# Bemoeizorg
Bemoeizorg is in Nederland een vorm van sociaal-psychiatrische hulpverlening.
Deze vorm van hulpverlening richt zich voornamelijk op de zorgwekkende zorgmijders, mensen die in behoeftige of anderszins verkommerde omstandigheden leven maar de stap naar de reguliere hulpverlening niet kunnen of willen zetten.
Bemoeizorg is een onderdeel van de openbare geestelijke gezondheidszorg (OGGZ). De uitvoering ligt doorgaans bij een gemeentelijke gezondheidsdienst (GGD) en/of een geestelijke-gezondheidszorginstelling. Tussen die instellingen bestaat idealiter een nauwe samenwerking.
Daarnaast nemen andere organisaties deel, zoals politie, gemeentelijke sociale dienst, Leger des Heils en sociale verhuurders in overlegstructuren; samen vormen zij een zogenaamd lokaal zorgnetwerk.

## Geschiedenis

### Sociale psychiatrie
Nederland kent een lange traditie van actieve zorg voor kwetsbare mensen. De kerken hadden eeuwenlang de verantwoordelijkheid voor de zorg aan armen, zieken en vreemdelingen. In het begin van de 20e eeuw was er soms de woninginspectie. Deze had persoonlijk contact met bewoners, incasseerde de huur en zag er op toe dat de bewoners zich netjes gedroegen. In 1932 reed Arie Querido als rijdende psychiater op de fiets door Amsterdam. Hij bezocht de patiënten die dat nodig hadden aan huis om te voorkomen dat het contact verloren ging. In de grote steden kwamen in die tijd sociaal psychiatrische diensten tot ontwikkeling.

### Ambulante zorg
Na 1965 werd de 'actieve aanpak' naar de achtergrond gedrongen doordat de hulpverleningsorganisaties een toenemend belang hechtten aan eigen motivatie en initiatief van de mensen met problemen. Het actief en ongevraagd aanbieden van zorg werd steeds meer als betuttelend gezien en afgewezen. In de psychiatrische zorgverlening werd het langdurig opnemen van psychiatrische patiënten voor behandeling en verblijf bovendien steeds meer als weinig zinvol en te kostbaar ervaren. Gevolg was dat er steeds meer nadruk kwam te liggen op de ambulantezorg in de vorm van regionale instellingen voor ambulante geestelijke gezondheidszorg en consultatiebureaus voor alcohol en drugs. De patiënt, die inmiddels cliënt werd genoemd, moest zich niet zelden door langdurige intakeprocedures en wachtlijsten worstelen. 
Voor een grote groep zorgbehoevenden betekende de nieuwe kijk op zorgverlening bij psychische problemen een grotere keuze en meer invloed op de behandelmogelijkheden. Voor een andere belangrijke groep mensen was het er echter de oorzaak van dat zij tussen wal en schip raakten. Ze werden door de hulpverlening niet meer bereikt, terwijl hun problematiek vaak zwaar was. Gebrek aan ziekte-inzicht, de mogelijkheden in de zorg onvoldoende kennen, het ontbreken van een passend zorgaanbod en aversie tegen de reguliere hulpverlening waren belangrijke oorzaken voor het niet verkrijgen van vaak dringend noodzakelijke zorg. 

### Casemanagement
De eerste bemoeizorginitiatieven die opkwamen vanuit de psychiatrische instellingen bestonden in de jaren 1980 vooral uit contactleggen, toeleiden naar de reguliere zorg en zorgcoördinatie door een 'casemanager'. Deze makelaarsfunctie breidde zich uit tot een werkwijze waarin een compleet pakket van zorg werd gerealiseerd. Het bestond uit onder meer het opsporen van cliënten, contactleggen, zorgcoördinatie, begeleiding en praktische ondersteuning. Er werd nu ook weer gesproken over het indien nodig gebruiken van drang en eventueel ook dwang om iemand te kunnen helpen. De term 'bemoeizorg' raakte meer algemeen in gebruik na de publicatie in 1993 van het proefschrift van sociaal psychiatrisch verpleegkundige Henrie Henselmans over de ervaringen van een casemanagementteam in Rotterdam.

## Kenmerken
Bemoeizorg kenmerkt zich door het volgende:
- Opsporen
- Vertrouwen wekken en relatie opbouwen
- Langdurend begeleiden of toeleiden naar reguliere zorg.

Deze taken worden doorgaans uitgevoerd door sociaal psychiatrisch verpleegkundigen of maatschappelijk werkers.